# Le Papa du prix d'honneur
Le Papa du prix d'honneur est une comédie-vaudeville en 4 actes d'Eugène Labiche, représentée pour la 1re fois à Paris au Théâtre du Palais-Royal le 6 février 1868.
- Collaborateur Théodore Barrière.
- Editions Michel Lévy frères.

## Distribution
| Acteurs et actrices ayant créé les rôles |                   |
| Personnage                               | Acteur ou actrice |
| Gabaille                                 | Geoffroy          |
| Plaisant Dubichet                        | Lhéritier         |
| Bufquin                                  | Brasseur          |
| Sancier de Brosselard                    | Hyacinthe         |
| Achille Gabaille                         | M. Priston        |
| Roger                                    | Luguet            |
| Bourricard                               | Lassouche         |
| Hermance, femme de Sancier               | Mme Rosa Didier   |
| Mme Gabaille                             | Mme Delille       |
| Cécile, fille de Dubichet                | Mme E. Worms      |
| Agathe, bonne de Bufquin                 | Mme J. May        |
| Tapiotte, bonne de Dubichet              | Mme Antony        |
| Un accordeur de pianos                   | M. Maillard       |
| Un facteur de chemin de fer              | M. Michon         |